# Basilikata
Basilikata (italienisch Basilicata) ist eine Region in Süditalien. Sie liegt auf der Apenninhalbinsel südöstlich von Kampanien, südwestlich von Apulien und nördlich von Kalabrien. Dabei wird sie in die Provinzen Potenza und Matera gegliedert, auf deren Fläche von 9994 km² insgesamt 529.897 Einwohner (Stand 31. Dezember 2024) wohnen. Die Hauptstadt ist Potenza. Die um die Hauptstadt liegende Provinz Potenza hieß vor 1871 Provinz Basilikata, war aber nur ein Teil der heutigen Region Basilikata. Sie steht von der Bevölkerungszahl her an drittletzter Stelle der Regionen Italiens.

## Verwaltungsgliederung
Zur Region Basilikata gehören die folgenden beiden Provinzen:

Die Provinzen der Region Basilikata

| Provinz    | Hauptstadt | ISO   | Gemeinden | Einwohnerzahl (31. Dezember 2024) | Fläche (km²) | Bevölkerungs- dichte (Einw./km²) |
| ---------- | ---------- | ----- | --------- | --------------------------------- | ------------ | -------------------------------- |
| Matera     | Matera     | IT-MT | 31        | 189.098                           | 3.446,12     | 55                               |
| Potenza    | Potenza    | IT-PZ | 100       | 340.799                           | 6.548,49     | 52                               |
| Basilikata | Potenza    | IT-77 | 131       | 529.897                           | 9.994,61     | 53                               |

## Wichtige Städte und Gemeinden
Folgende sind die größten Städte und Gemeinden in der Basilikata:
(Stand: 31. Dezember 2024)
| Gemeinde           | Provinz | Einwohner |
| ------------------ | ------- | --------- |
| Potenza            | Potenza | 63.839    |
| Matera             | Matera  | 59.586    |
| Policoro           | Matera  | 17.743    |
| Melfi              | Potenza | 16.962    |
| Pisticci           | Matera  | 16.707    |
| Lavello            | Potenza | 12.863    |
| Rionero in Vulture | Potenza | 12.442    |
| Bernalda           | Matera  | 11.882    |
| Lauria             | Potenza | 11.708    |
| Venosa             | Potenza | 10.662    |

## Wappen
Im silbernen Schild mittig vier blaue Wellenbalken in Fadenbreite.

## Abgrenzung Basilikata/Lukanien
Das Territorium der Basilikata deckt sich nur teilweise mit der antiken Landschaft Lukanien. Es hat nur einen schmalen Anteil an der tyrrhenischen Küste, während Lukanien weit in die heutige Region Kampanien hineinreichte und den Großteil der heutigen Provinz Salerno, insbesondere die Landschaft Cilento, bis zum Fluss Sele (lateinisch: Silarus), umfasste. Andererseits reichte Lukanien nordostwärts nur bis zum Fluss Bradano; die Basilicata erstreckt sich auch in nordwestlicher Richtung über die Grenzen Lukaniens hinaus, wo sie das Vulture-Gebiet – Ursprungsgebiet des Weins Aglianico del Vulture – einschließt.
Der Name „Basilicata“ tauchte im 10. Jahrhundert unter byzantinischer Herrschaft auf. Nach der normannischen Eroberung Süditaliens trug eine Verwaltungseinheit (giudizierato), die die heutige Provinz Potenza und einen Teil der Provinz Matera umfasste, diesen Namen.

## Geschichte
Ein bei der Durchsicht früherer Funde entdeckter Mittelfußknochen aus der Fundstätte Notarchirico nahe Venosa belegt, dass dort bereits vor rund 660.000 bis 610.000 Jahren Höhlenlöwen lebten. Es handelt sich um den ältesten Nachweis der ausgestorbenen Großkatze in Südeuropa.
Das Gebiet war seit seiner Eingliederung ins Römische Reich nie selbstständig und teilte die Geschichte seiner Nachbargebiete (für die Zeit zwischen der langobardischen (568) und der normannischen Eroberung, in der Süditalien territorial zersplittert war, gilt das primär für die nördlichen Nachbargebiete). Nach der normannischen Eroberung gehörte es zum Königreich Neapel, seit 1861 zu Italien. Von 1932 bis 1947 hieß die Region offiziell „Lucania“.

## Klima
In Basilikata herrscht im Vergleich zu den anderen Gegenden Süditaliens ein sehr wechselhaftes Klima. Im Winter liegen die Temperaturen meist zwischen 5 °C bis 9 °C.  Während der Sommermonate betragen die Temperaturen etwa 28 °C bis 31 °C. Mit einem Durchschnittswert von 12,9 °C ist das Klima in dieser Region jedoch milder als im Rest des Landes. Aufgrund der teils hohen Niederschlagsmengen zwischen November und April herrschen klimatisch gute Bedingungen für den Weinbau. Daher werden in Teilen dieser Region bereits seit dem 6. Jahrhundert vor Christus diverse Rebsorten gezüchtet.

## Wirtschaft
Im Vergleich mit dem BIP der Europäischen Union ausgedrückt in Kaufkraftstandards erreichte die Region Basilikata 2015 einen Index von 71 (EU-28 = 100).
2017 betrug die Arbeitslosenquote 12,8 %, was die niedrigste Rate in Süditalien war.

## Fotos

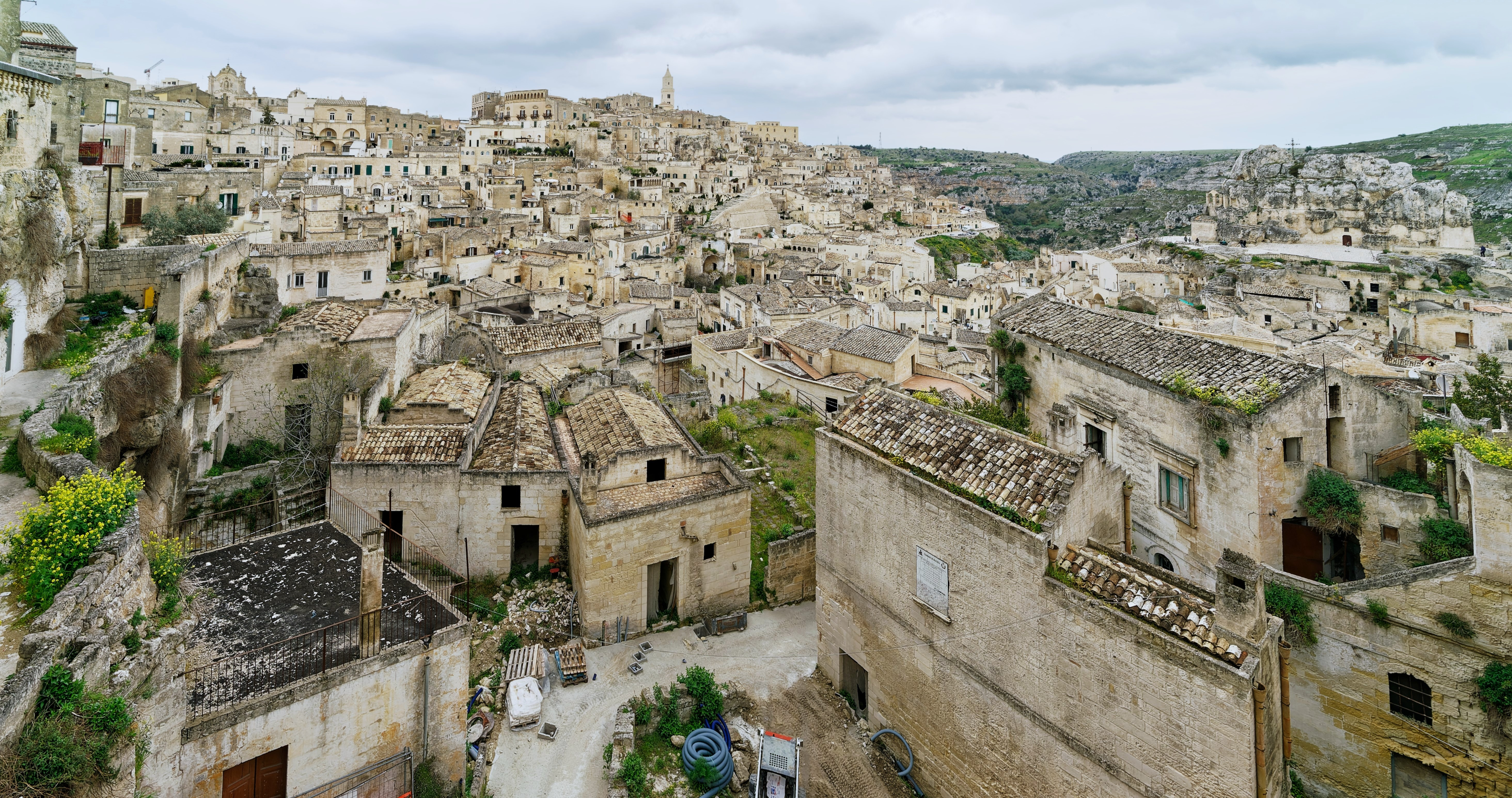
Matera
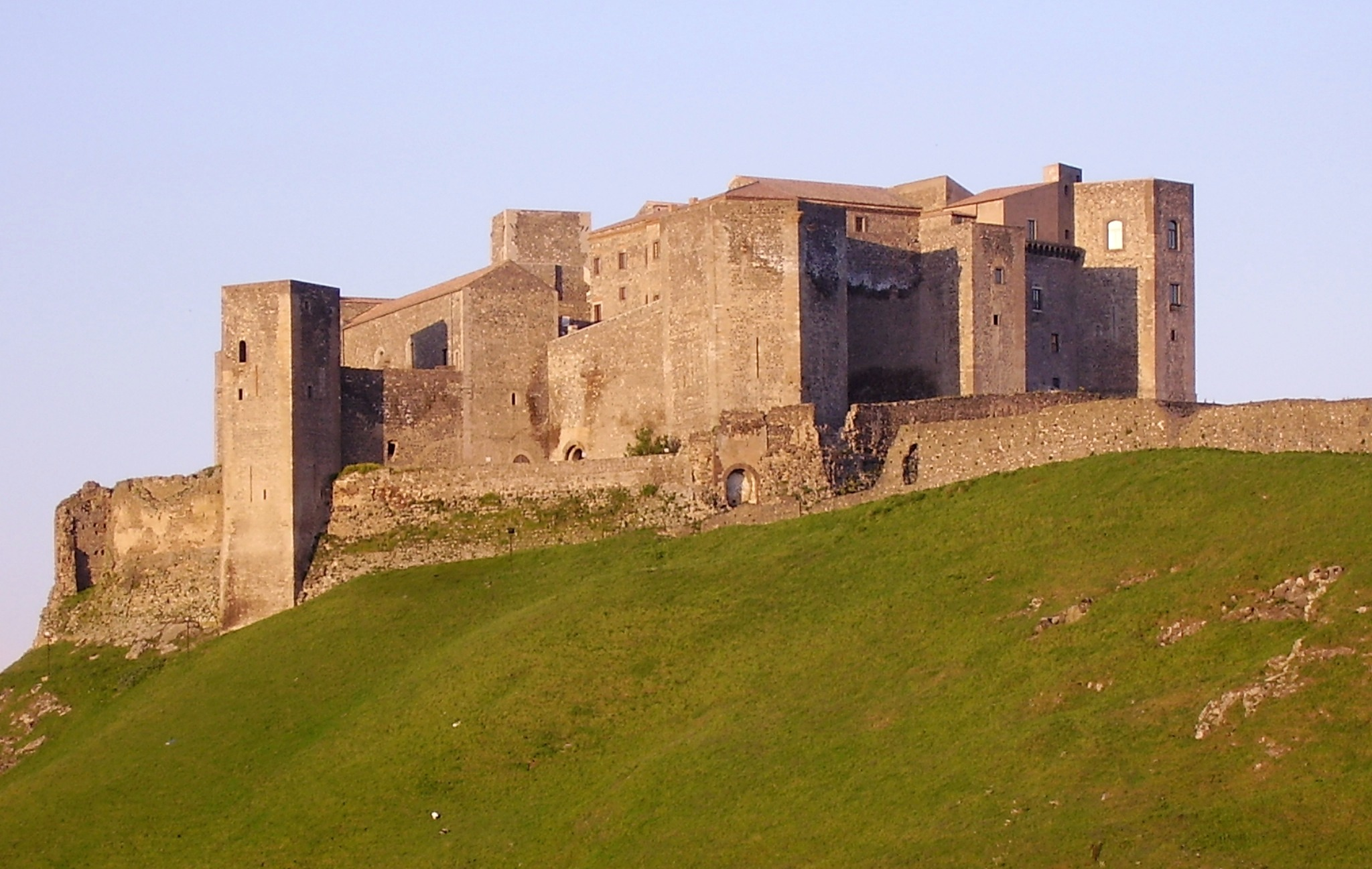
Burg von Melfi
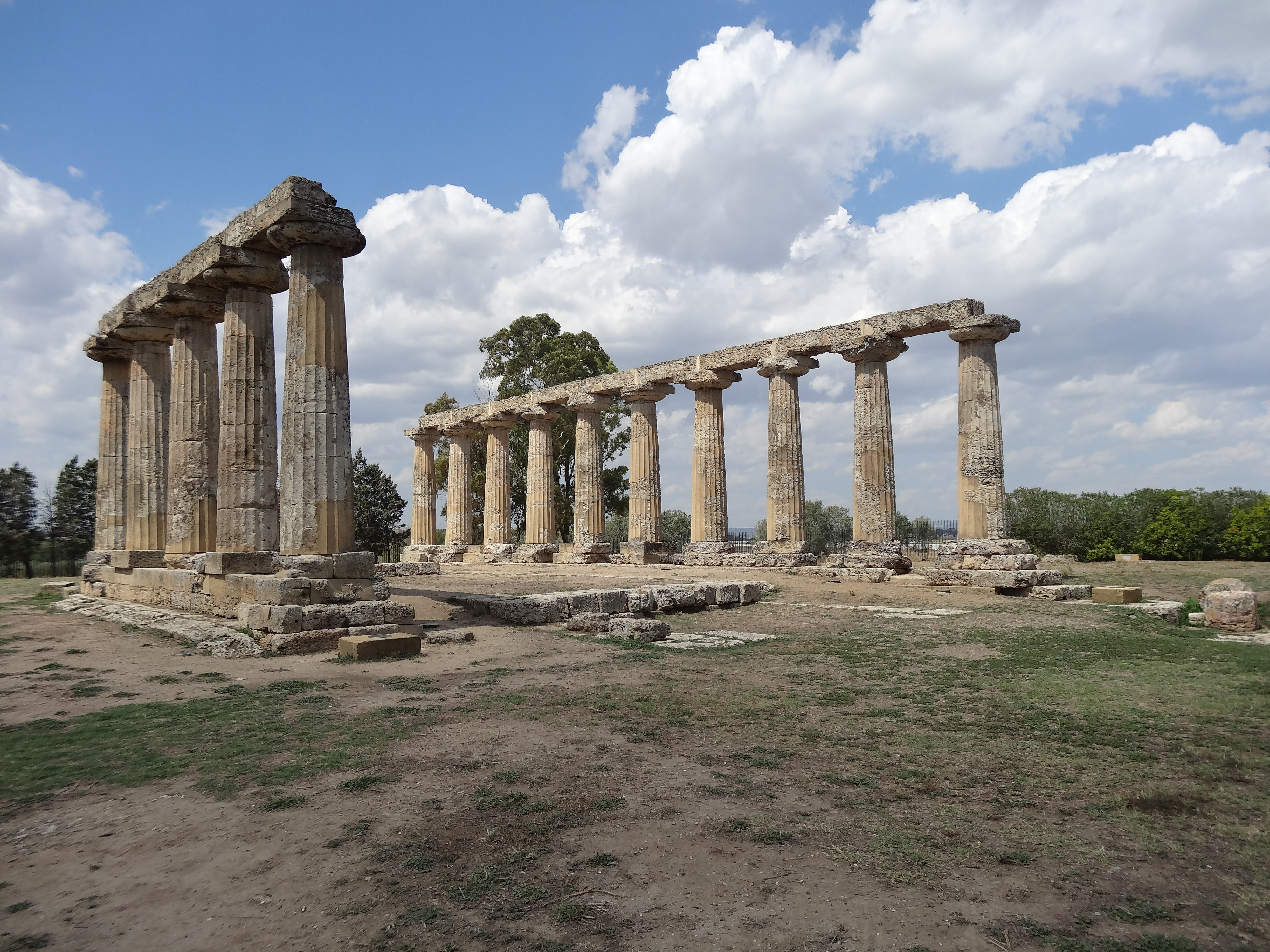
Metapont
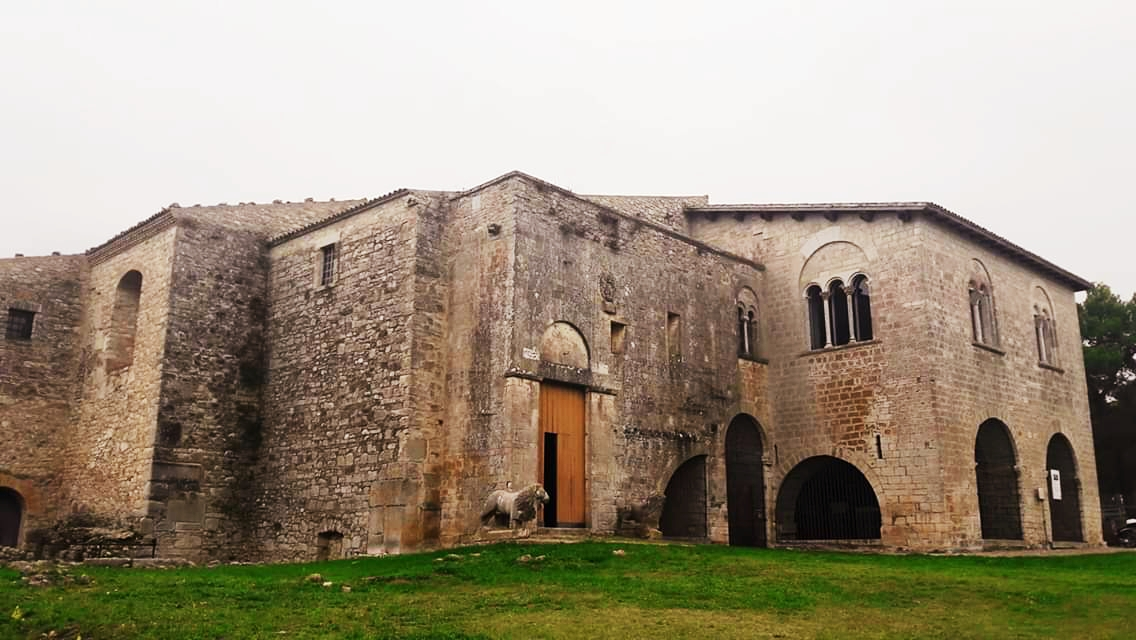
Abtei Santissima Trinità di Venosa
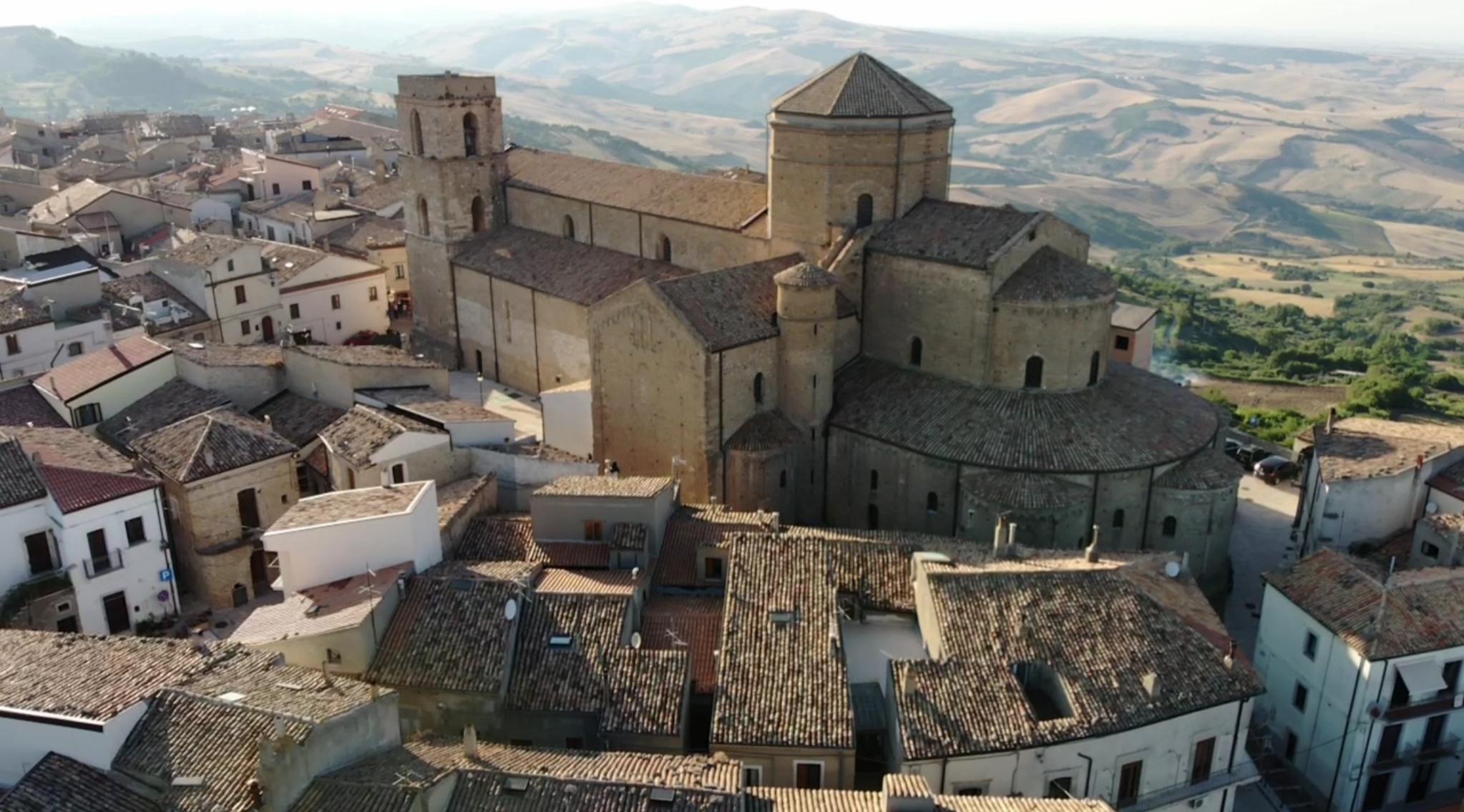
Kathedrale von Acerenza
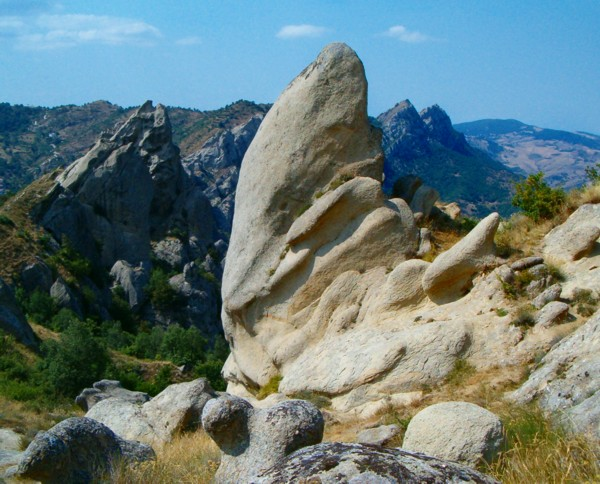
Dolomiti Lucane
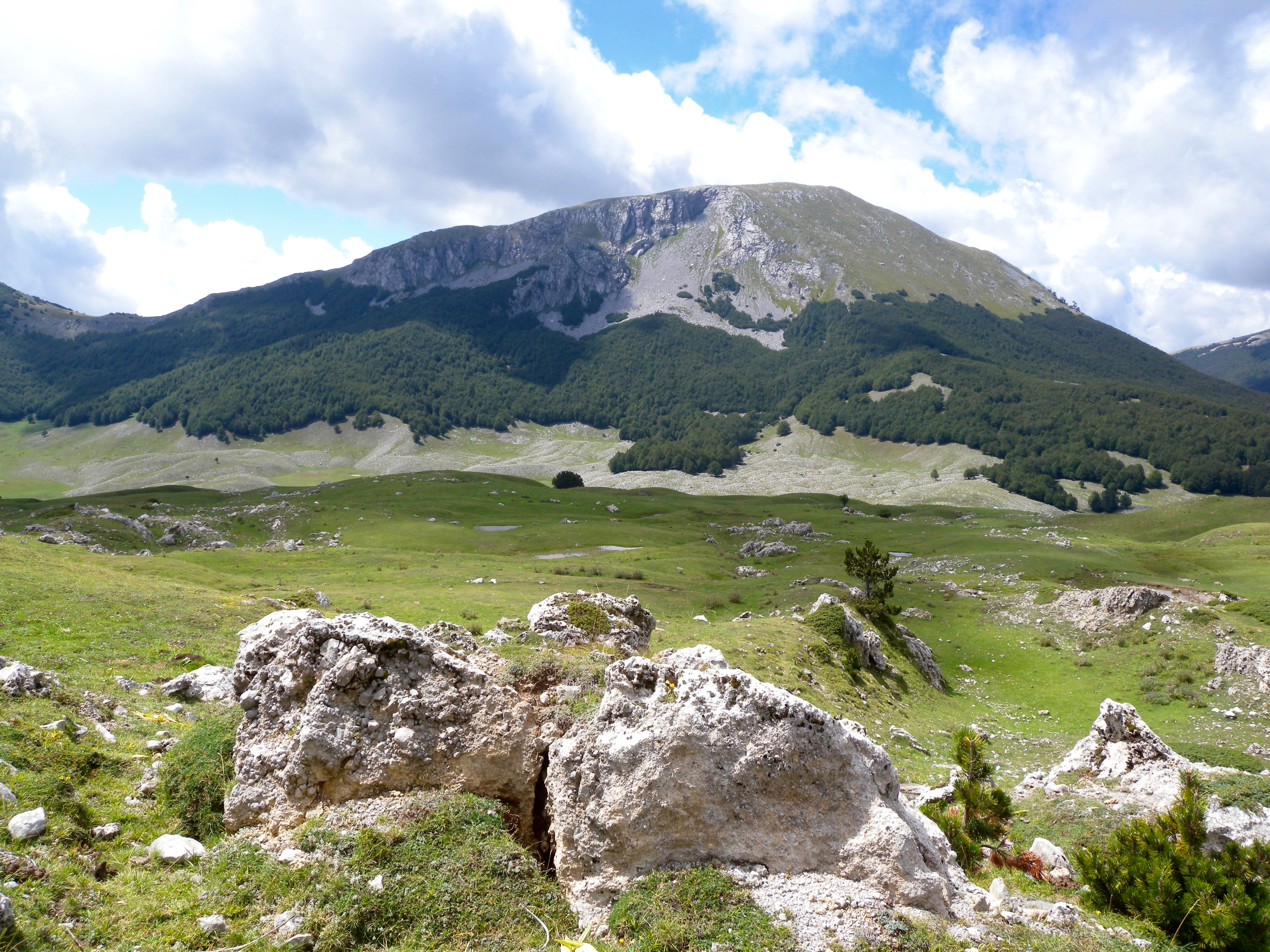
Pollino
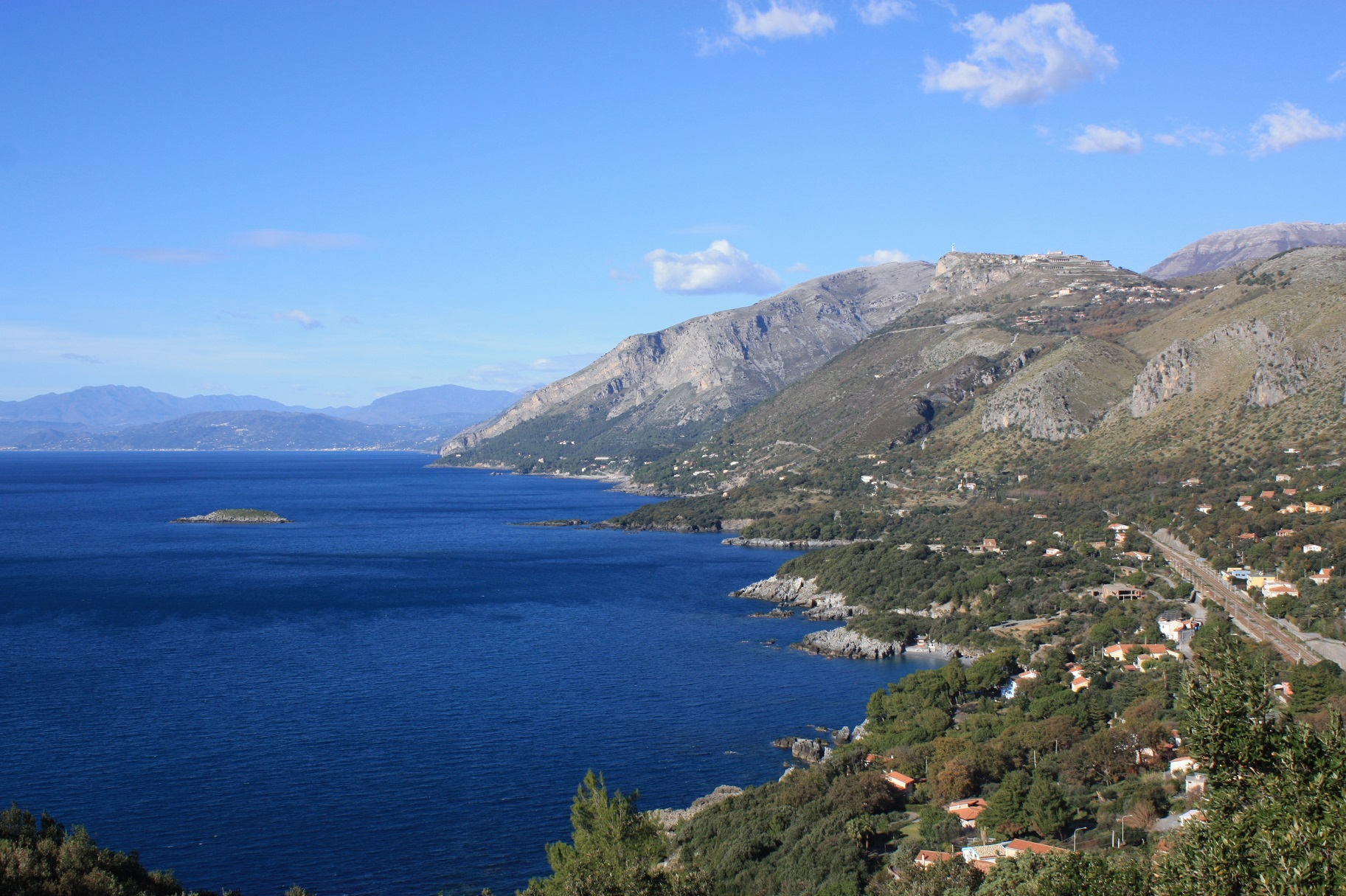
Maratea
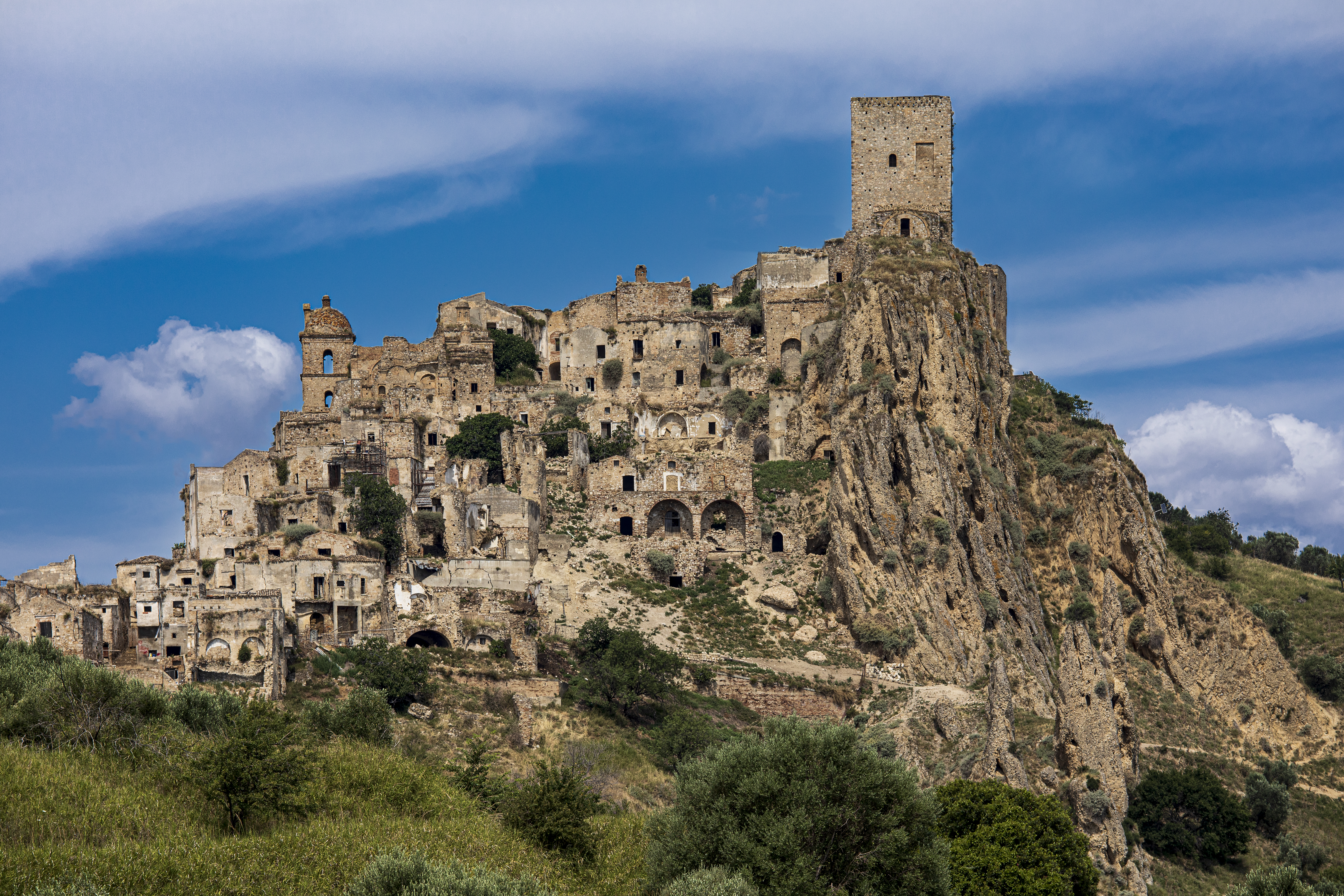
Craco
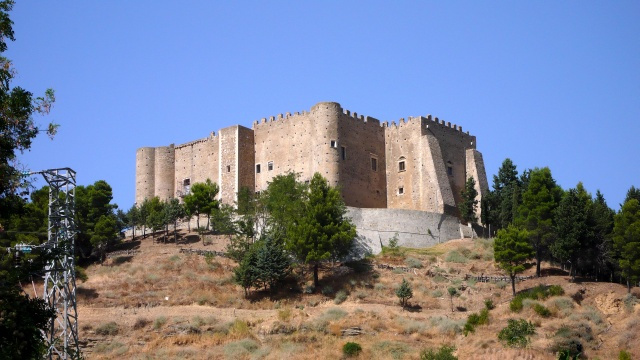
Castello del Malconsiglio
Policoro
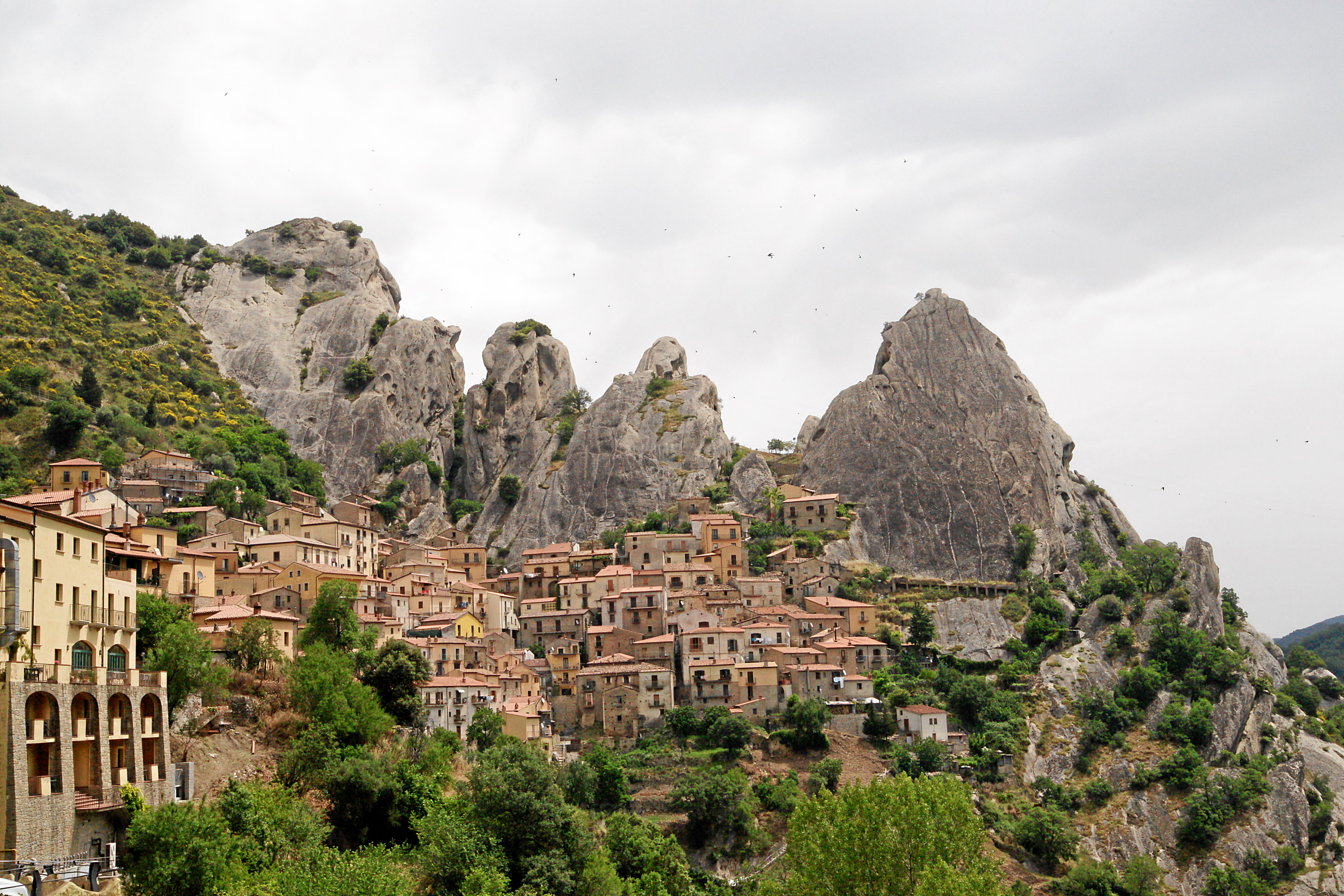
Castelmezzano
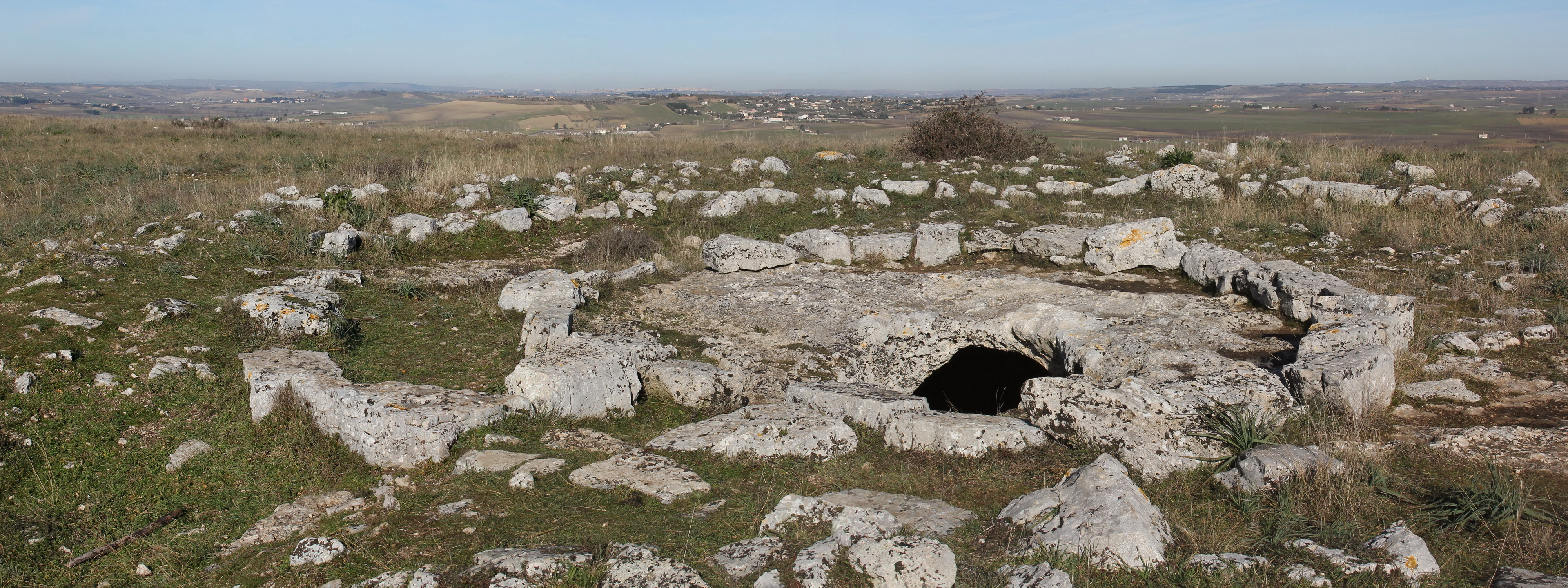
Parco della Murgia Materana

## Kulinarische Spezialitäten
Typische Gerichte sind:
- Pasta con i peperoni cruschi – Pastagericht mit Peperoni Cruschi (eine süße und knusprige Paprika-Spezialität) und gebratener Krume
- Tumacë me tulë – Tagliatelle mit Tomaten, Krume, Sardellen und Walnüssen
- Baccalà a ciauredda – Klippfisch mit Tomatensauce, Zwiebeln, schwarzen Oliven und Rosinen
- Rafanata – Im Ofen gebackene Frittata mit Meerrettich und Pecorino
- Gnummareddi – Lamm eingeweidet in den Darm gewickelt
- Grattonato – Schweinekutteln mit Ei, Käse und Peperoni Cruschi-Pulver
- Pastizz – Calzone mit einer Füllung aus Schweinefleisch, Käse und Eiern
- Tarallo Glassato – Backprodukt mit Zuckerglasur, Anis oder Fenchelsamen
- Calzoncelli – Süße Ravioli mit einer Füllung aus Mandelpaste und Schokolade
- Scorzette – Gebäcke mit Haselnüssen und geschmolzener Schokolade

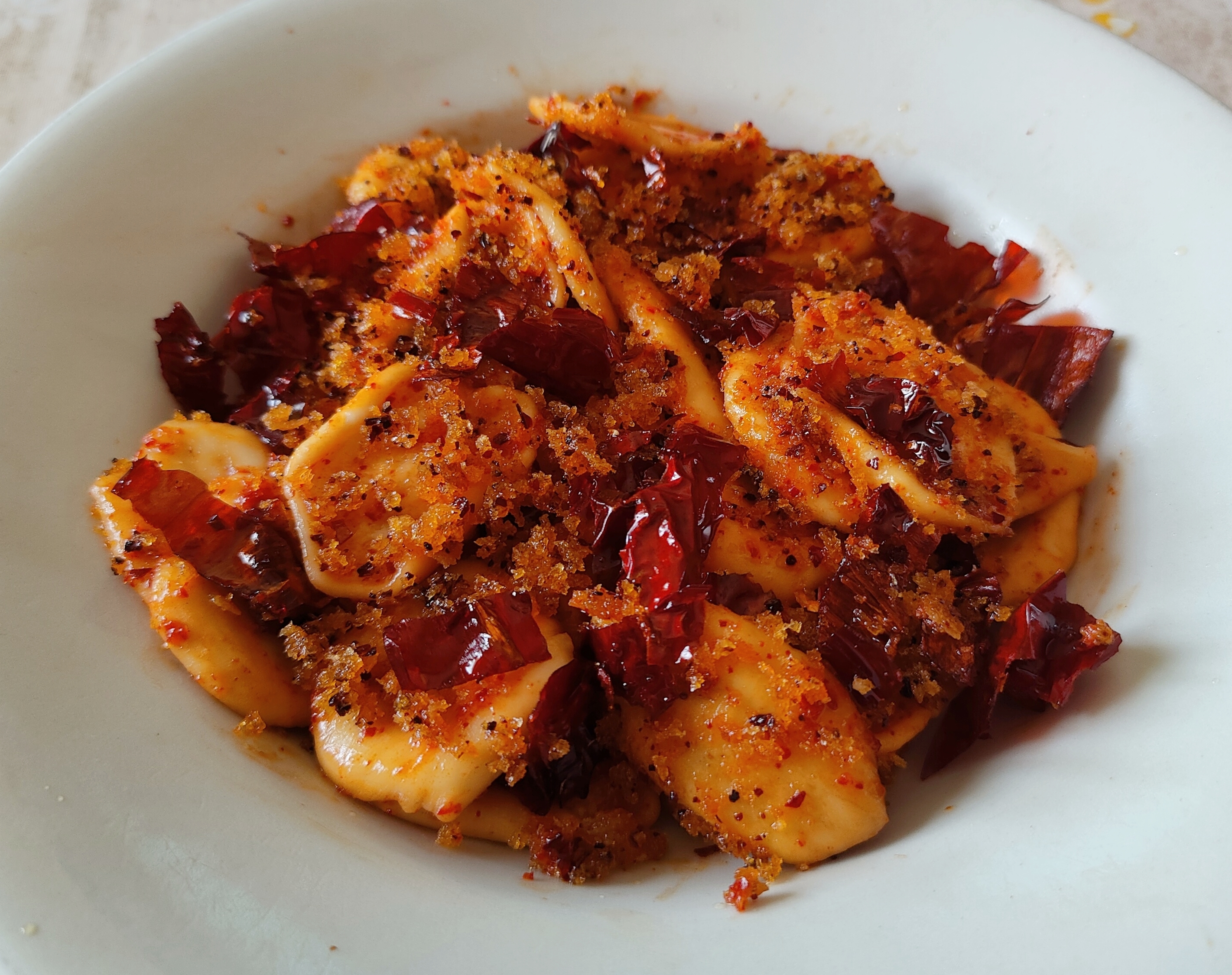
Pasta con i peperoni cruschi
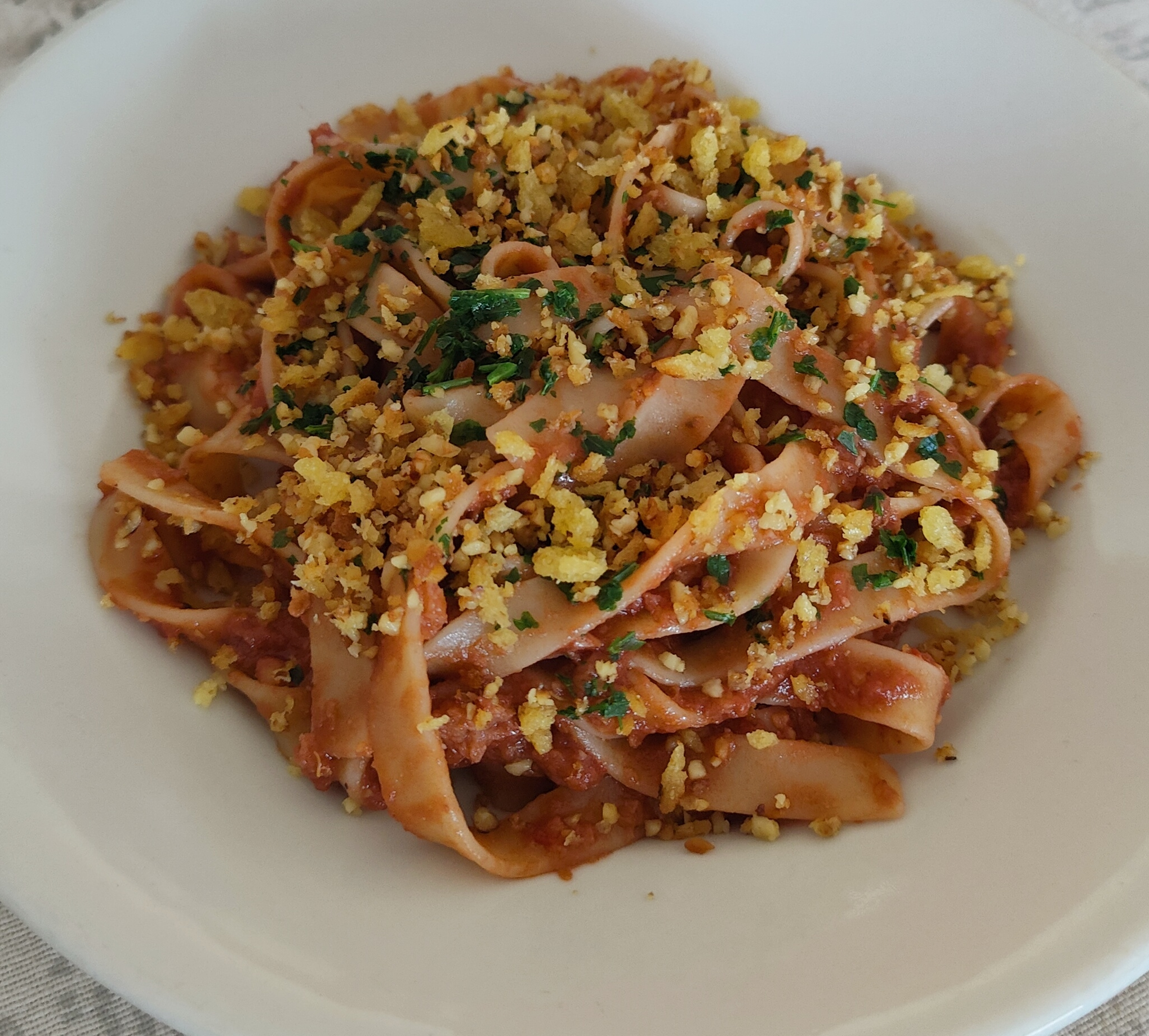
Tumacë me tulë
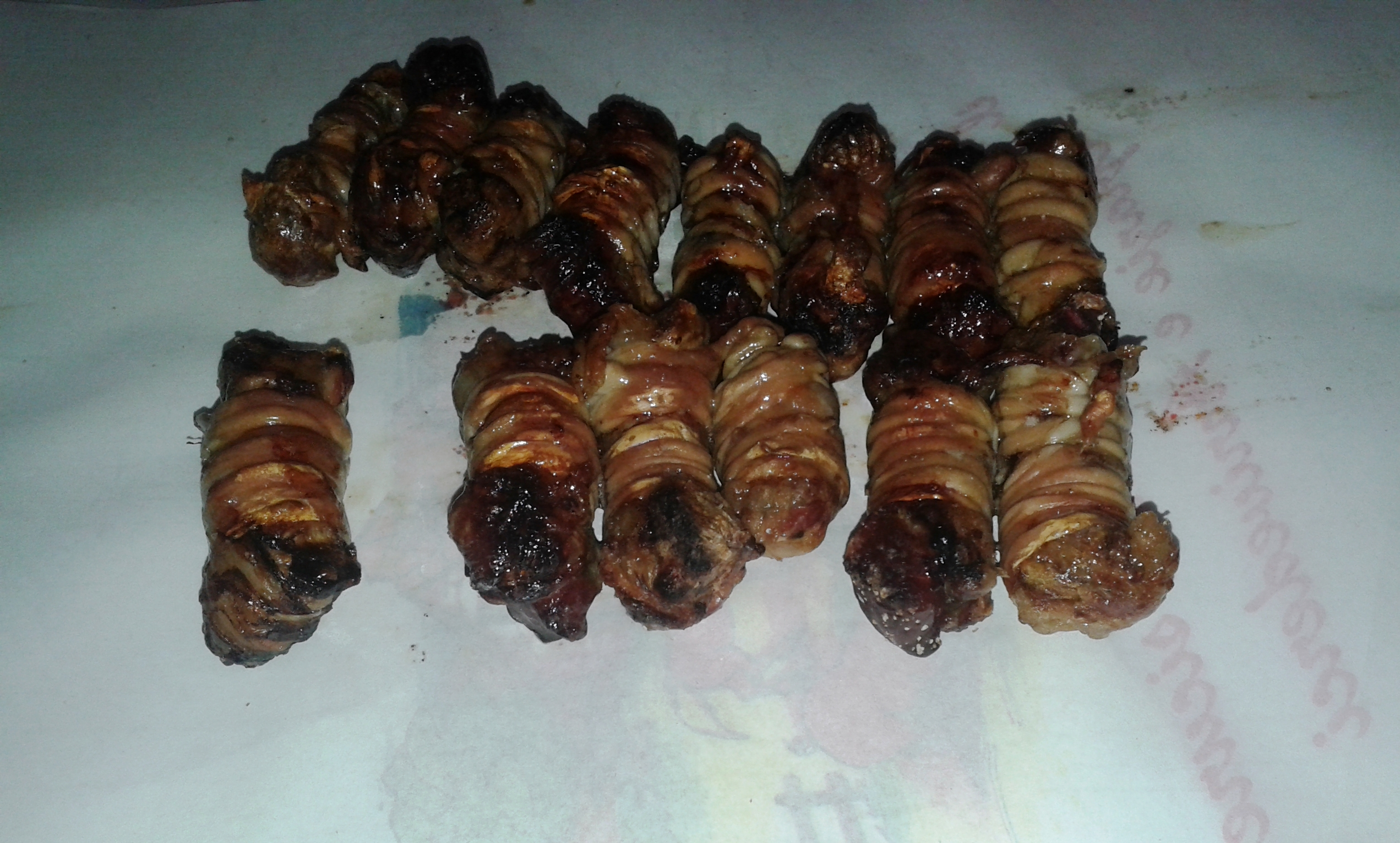
Gnummareddi
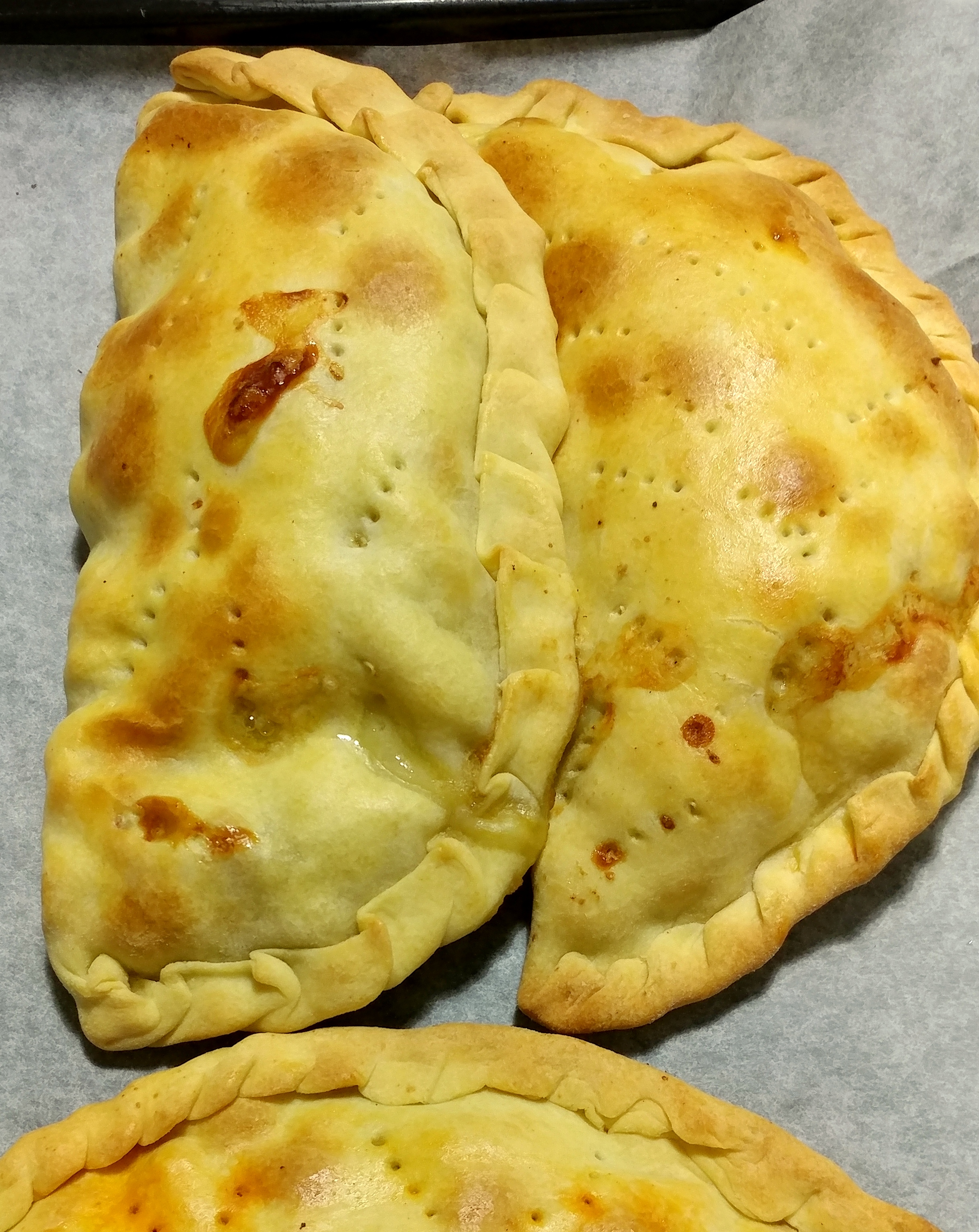
Pastizz
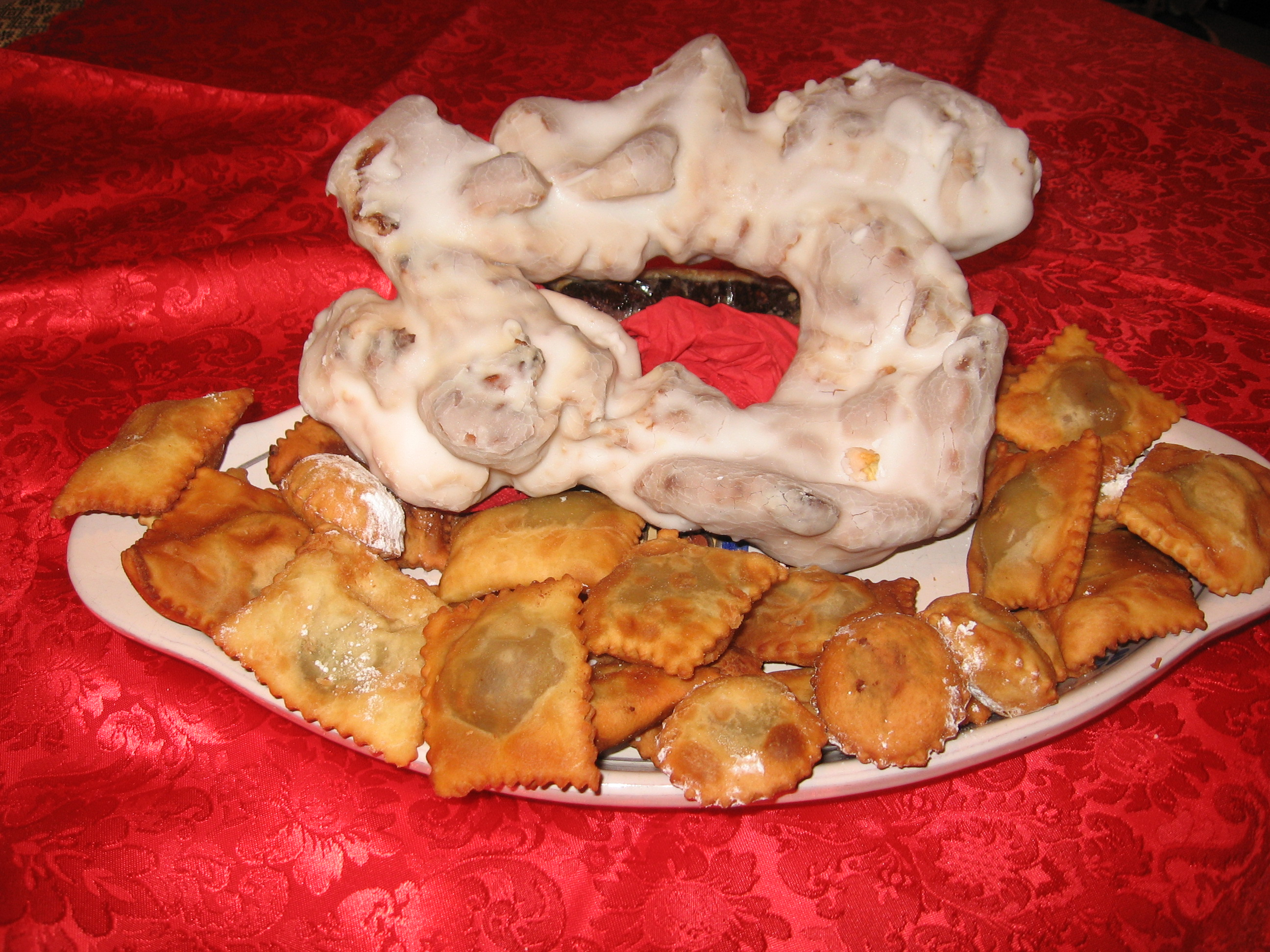
Tarallo Glassato und Calzoncelli
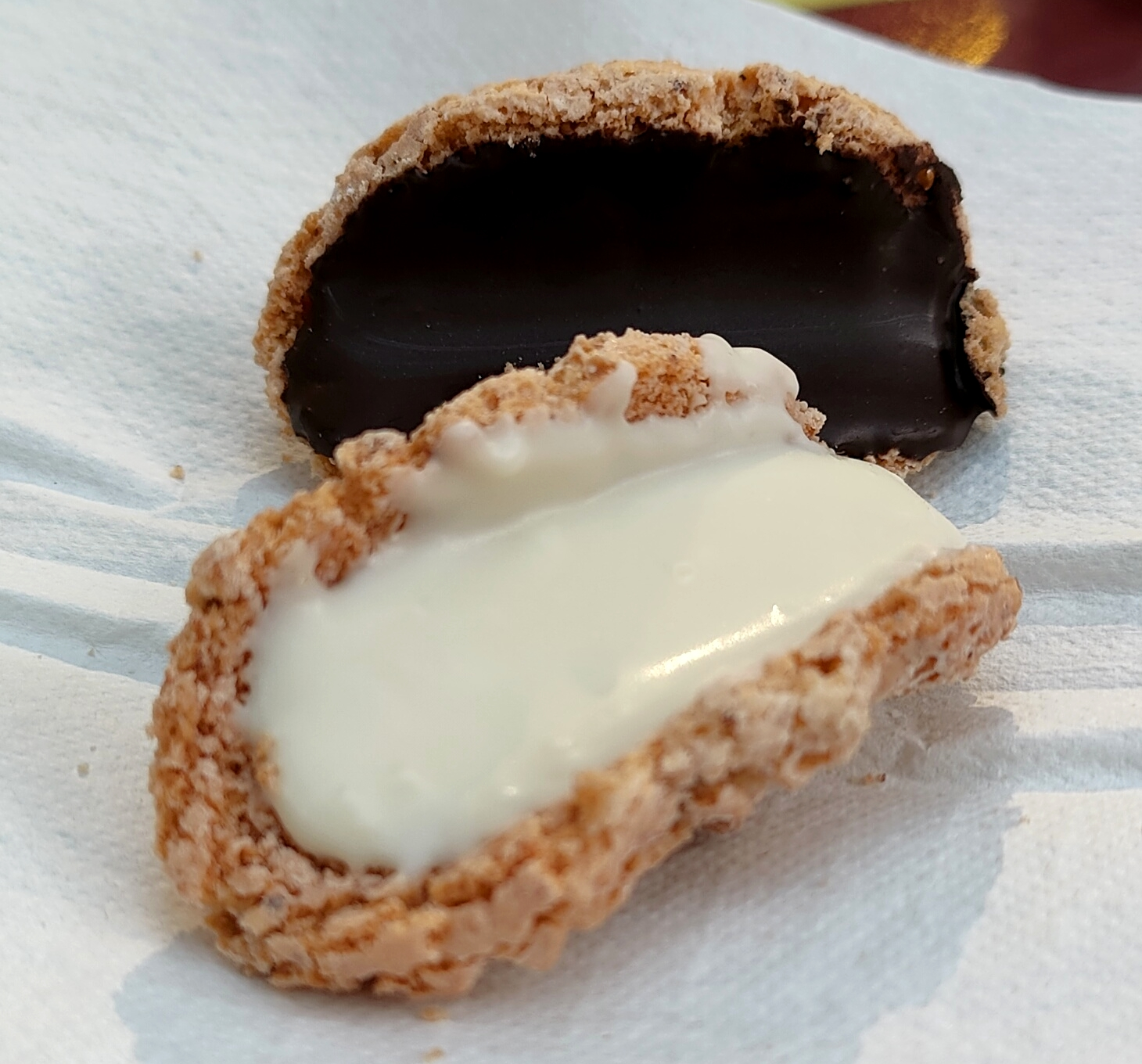
Scorzette

## Zeitschriften
- Bollettino della storia della Basilicata, erscheint seit 1985

### Allgemein
- Maria Carmen Morese: Gebrauchsanweisung für Apulien und die Basilikata. 2. Aufl. Piper, München 2016, ISBN 978-3-492-27652-8.
- Michael Mente: Matera, die Basilicata und ich. Ein persönlicher und literarischer Reisebegleiter auf der Suche nach dem mystischen Herzen Süditaliens. Hg. von flügelrad, Verlag für Kulturvermittlung, BoD Books on Demand, Weinfelden 2019, ISBN 978-3-7494-5245-3.

### Geographie
- Carlos Solito: Basilicata. Parco nazionale del Pollino, Edizioni Pugliesi, 2004.

### Geschichte
- Gabriele De Rosa, Antonio Cestaro, Dinu Adamesteanu (Hrsg.): Storia della Basilicata, 4 Bde., Laterza, Bari 1999–2006.
- Palma Fuccella: Breve storia della Basilicata, Finiguerra Arti Grafiche, 1996.
- Edoardo D'Angelo: Basilicata medievale. La cultura, Liguori, 2009.
- Pierfrancesco Rescio: Archeologia e storia dei castelli di Basilicata e Puglia, Consiglio regionale di Basilicata, 1999.
- Vittorio Prinzi, Tommaso Russo: La massoneria in Basilicata. Dal decennio francese all'avvento del fascismo: Dal decennio francese all'avvento del fascismo, FrancoAngeli, Mailand 2012.
- Tommaso Russo: Culture e scuole in Basilicata nell'Ottocento, FrancoAngeli, 1995.
- Tommaso Russo: Istruzione e sociabilità in Basilicata, 1900–1921, FrancoAngeli, 2004.

### Kunst
- Klaus-Rainer Althaus: Die Apsidenmalereien der Höhlenkirchen in Apulien und in der Basilikata. Ikonographische Untersuchungen. Hamburg 1997, ISBN 3-86064-539-0
- Ekkehart Rotter: Kalabrien, Basilikata. DuMont Kunst Reiseführer, Ostfildern 2002, ISBN 3-7701-5541-6